# جيرار ريمون مورين
جيرار ريمون مورين هو سياسي كندي، ولد في 27 يناير 1940 في لابي ‏ في كندا. نشط حزبياً في الحزب الكيبيكي.